# Soupe Étoilée
La Soupe Étoilée est un évènement qui regroupe chaque année quatre chefs étoilés qui élaborent les différentes recettes de soupes,.  
Créée par le collectif Humanis en 2013, son nom fait référence aux quatre chefs étoilés d'Alsace qui ont préparé ensemble sa recette lors de la première édition de l'évènement : Hubert Maetz, Eric Westermann, Émile Jung et Laurent Huguet.

## Localisation
Organisée pendant la période du Marché de Noël de Strasbourg, la Soupe Étoilée est vendue depuis un chalet de la Place Kléber à Strasbourg.  
En 2020, à la suite de l'annulation du marché de Noël, l'organisation opte pour de la vente à distance  et propose 4 recettes parmi celles des années précédentes.

## Organisation
La Soupe étoilée est organisée par Humanis, collectif de 96 associations et antennes locales d'ONG actives dans le champ de la solidarité locale et internationale.
Les principaux buts de l'opération sont de contribuer à la rémunération de salariés en insertion employés par le collectif Humanis, ainsi que de financer les projets à vocation humanitaire des associations membres à travers une bourse aux projets.  

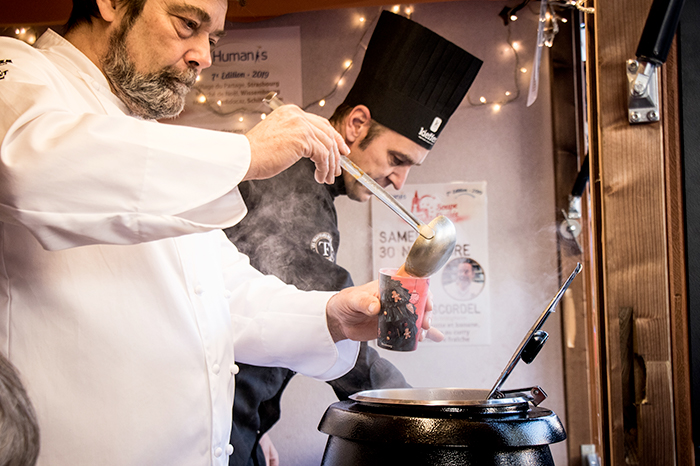
Francis Scordel distribuant la Soupe Étoilée

### Opération Solisoupe
Elle concerne les dons de Soupe Étoilée destinés aux personnes sans abris et familles n'ayant pas les moyens de s'en procurer. Le collectif s'associe aux structures du territoire afin d'assurer la distribution les soirs.